# Hypercompe extrema
Hypercompe extrema är en fjärilsart som beskrevs av Walker 1855. Hypercompe extrema ingår i släktet Hypercompe och familjen björnspinnare. Inga underarter finns listade i Catalogue of Life.